# لورين غريفيثز
لورين غريفيثز (14 فبراير 1987 - ) (بالإنجليزية: Lauren Griffiths)‏ هي لاعبة كريكت بريطانية.

## وصلات خارجية
- لورين غريفيثز على موقع إي آس بي آن كريك إنفو (الإنجليزية)